# Daniel Enz
Daniel Enz (Reconquista, 6 de julio de 1962) es un argentino periodista de investigación, especialidad en la que escribió 18 libros, y es editor de periódicos regionales como la Revista Análisis y Análisis Digital. Conduce los programas Cuestión de fondo y Memoria Frágil, en Canal 9 Litoral y Nunca digas nunca, en Gigared Paraná. Y desde 2004, A quien corresponda, en Radio de la Plaza, de Paraná.

## Trayectoria
Se inició en el periódico Edición 4 de Reconquista (Santa Fe) en 1980. Comenzó su tarea en Paraná, en 1981, desempeñó funciones en el matutino El Diario de la capital entrerriana. A la vez estudió la totalidad de la carrera Ciencias de la Información, en la Universidad Nacional de Entre Ríos, pero no alcanzó a recibirse. 
Durante ocho años fue corresponsal de Página/12. Fue colaborador de los diarios Clarín, la revista El Porteño y Tiempo Argentino. 
El 6 de abril de 1990 creó la Revista Análisis, de la cual derivó en septiembre de 1996 Análisis Digital, primer sitio web periodístico de Entre Ríos. 
En radio fue conductor de varios programas periodísticos (entre los que se destaca A quien corresponda en Radio de la Plaza) y participó en programas políticos de televisión (Fuera de Juego). 
Es socio fundador de FOPEA (Foro de Periodismo Argentino) e integró su conducción durante dos períodos.
Publicó artículos en las revistas Noticias, Tres Puntos, Humor y Veintitrés. Fue corresponsal del diario Perfil, del sitio digital Data54 y el mensuario El Médico de Buenos Aires.

## Premios
Fue distinguido por el TEA (Taller Escuela Agencia), de Capital Federal y la revista Acción -del Instituto Movilizador Cooperativo-, por sus investigaciones periodísticas en la revista Análisis.  
Fue varias veces semifinalista, con sus artículos, del Premio Latinoamericano de Periodismo de Investigación organizado por IPYS, en sus ediciones en Buenos Aires, Brasil, México y Panamá. En este último recibió, en el 2016, una distinción especial por su trabajo Las torturas del convento.  
La editorial Perfil le otorgó, en 2016, el premio nacional Libertad de expresión.  
El Foro de Periodismo Argentino (Fopea) consideró, en 2016, el caso de las carmelitas descalzas de Nogoyá, como la investigación periodística más saliente del año en el concurso anual. 
Con sus libros Doble vida, El Clan y "Las cenizas del narco", fue nominado por Fopea en los concursos de mejores libros periodísticos del país en las ediciones 2016, 2017 y 2018. 
En diciembre de 2017 fue reconocido con una Mención Especial por la Asociación de Entidades Periodísticas Argentinas (ADEPA), en el rubro Mejores investigaciones periodísticas del año, por su trabajo en la revista ANALISIS de Paraná -en noviembre de 2016-, sobre la mesa de dinero que se instaló en el Senado entrerriano entre 2013 y 2014, donde se desviaron cifras millonarias y por lo cual se abrió una causa en el Juzgado Federal de Paraná.
En diciembre de 2019, su trabajo "El Nido" (Poder, justicia y corrupción en Entre Ríos, 500 páginas), fue considerado como el mejor libro de investigación periodística del año, de acuerdo al concepto del jurado de los Premios de Investigación Periodística de FOPEA, edición 2019. El jurado estuvo integrado por Miguel Wiñazky (Clarín), Fernanda Villosio (Noticias) y Claudio Jacquelín (La Nación).
En diciembre de 2021 el texto "Territorio narco", de Daniel Enz y José Amado, fue elegido también como el mejor libro de investigación periodística, según los jurados de Fopea, en su nueva edición, en una ceremonia desarrollada en la sede de la Universidad de Palermo, en Capital Federal. Fue en el marco del Congreso internacional de investigación periodística, que reunió a periodistas argentinos, como así también de América Latina, Europa y Estados Unidos.
En abril de 2022, la Academia Nacional de Periodismo decidió otorgarle la "Pluma de honor" de la edición 2021, en reconocimiento a su tarea periodística por el esclarecimiento de la corrupción y el narcotráfico, a través de sus investigaciones periodísticas.
En tanto, en octubre de 2022 la Asociación Entrerriana de Telecomunicaciones (AET) le otorgó un reconocimiento de dicha entidad por su programa Cuestión de fondo (Canal 9 Litoral), al considerarlo como el más destacado en el rubro Periodismo político y de investigación de la provincia. El encuentro de premiación se desarrolló en la ciudad de Colón (Entre Ríos).
En noviembre del mismo año recibió el Premio Fopea 2022 de investigación periodística (para medios de hasta 30 periodistas en aus redacciones) por su artículo "Los fantasmas del embajador", publicado en la revista Análisis a fines de 2021. La nota en cuestión compitió contra otras 130 artículos que se presentaron al concurso anual de Fopea.

## Libros
Participó en la investigación del libro Don Alfredo, de Miguel Bonasso, y es autor de 18 volúmenes: 
- Rebeldes y ejecutores (1995).
- Código de fuego (2001).
- El Día del juicio (2003).
- Las flores de Fernanda (2005). Dejó al descubierto que personal policial buscó desviar la atención en el secuestro de Fernanda Aguirre. Por este libro quisieron matarlo.[1]
- Tierras S.A. (2006), junto a Andrés Klipphan.[2][3]
- Rebeldes y ejecutores II (2008). Recrea los años de militancia, violencia y represión en Entre Ríos en la década del '70.[4]
- Herencia de familia (2010). Narra la tragedia ocurrida en Concordia el 18 de noviembre de 2007 cuando Matías Bressán de 17 años asesinó a su padre, Miguel Bressán, Secretario del Juzgado de Instrucción de Concordia, a la esposa, María Celia Taleb, y al pequeño hijo de 18 meses en la chacra del funcionario.[5]
- Abusos y pecados (2013)[6] sobre corrupción de menores en la Iglesia de Paraná, hechos mencionados en Spotligth, ganadora del Oscar a la Mejor Película en 2016.
- Bandidos sin ley. Corrupción, defraudación y saqueo detrás de una herencia millonaria, (2014). Con prólogo de Martín Caparrós.
- Los hijos del narco (2015).
- Doble Vida (2016).[7]
- El Clan (2017), sobre el exgobernador entrerriano Sergio Urribarri y los negocios familiares en sus dos administraciones de la provincia.
- Las cenizas del narco (2018) sobre las secuelas del narcotráfico en Paraná y localidades de Entre Ríos, como la incidencia de una banda narco en el municipio de Paraná, a partir de un acuerdo político de 2015 con el intendente Sergio Varisco.
- El Nido (2019), Poder, Justicia y corrupción en Entre Ríos, sobre las causas judiciales de corrupción que involucraron al exgobernador Sergio Urribarri y varios de sus exfuncionarios, como así también a otros referentes del PJ y la UCR, desde 2015 en adelante.
- Territorio narco (2021), en coautoría con el periodista José Amado. Cómo la narco política contaminó un municipio desviando fondos públicos. Sobre las relaciones del exintendente de Paraná, Sergio Varisco, con el jefe narco Daniel "Tavi" Celis. Ambos fueron condenados por la justicia.
- Sicarios de la caja (2022). 25 capítulos, 704 páginas. Sobre cómo funcionó el negocio de la corrupción en Entre Ríos, en los últimos 30 años. Desde las cajas de alimentos de los '90 hasta la condena a Sergio Urribarri y la posterior destitución de la procuradora adjunta Cecilia Goyeneche.
- La banda de los contratos (2025), 12 capítulos, 300 páginas. Trata sobre el desvío de 53 millones de dólares de la Legislatura entrerriana, entre 2008 y 2018, a través de contratos truchos.
- Las flores de Fernanda, parte II (2025). Veinte años después del secuestro de Fernanda Aguirre. Los avances y retrocesos de una causa donde sigue desaparecida la joven de San Benito y también otros culpables que participaron de los hechos.